# Ишкашимски хребет
Ишкашимският хребет (на руски: Ишкашимский хребет) е планински хребет в крайната югозападна част на Памир, разположен на територията на Таджикистан. Простира се от север на юг на протежение около 90 km, между река Пяндж (лява съставяща на Амударя) на запад и юг, десният ѝ приток Дарайдаршай на югоизток и река Шахдаря (ляв приток на Гунт) на североизток и левият ѝ приток Бадамдаря на изток. Максимална височина връх Маяковски 6096 m, (37°01′17″ с. ш. 71°42′22″ и. д. / 37.021389° с. ш. 71.706111° и. д.), разположен в централната му част, от който на изток се простира Шахдаринския хребет. Изграден е основно от гнайси, амфиболити и други метаморфни скали с докамбрийска възраст. Склоновете му са заети от планински степи и пустини, а в дълбоките речни долини се срещат малки горички от арча. Най-високите му части са покрити с вечни снегове и ледници (315 ледника с обща площ 165 km²).

## Топографска карта
- J-42-Г М 1:500000[2]